# اوسپنوفکا (شهرستان زاویتینسکی، استان آمور)
اوسپنوفکا (به لاتین: Uspenovka) یک منطقهٔ مسکونی در روسیه است که در استان آمور واقع شده‌است.